# Jakob Bender
 (juin 2017).
Si vous disposez d'ouvrages ou d'articles de référence ou si vous connaissez des sites web de qualité traitant du thème abordé ici, merci de compléter l'article en donnant les références utiles à sa vérifiabilité et en les liant à la section « Notes et références ».
Pour les articles homonymes, voir Bender.
Jakob Bender,né le 23 mars 1910 à Düsseldorf en Allemagne et mort le 8 février 1981 est un joueur international de football allemand, qui évoluait au poste de milieu de terrain.

## Biographie
Durant sa carrière de club, il joue tout d'abord au Alemannia 08 Düsseldorf à partir de 1927, avant de partir au Fortuna Düsseldorf, avec qui il remporte le championnat d'Allemagne en 1933.
Avec l'équipe d'Allemagne, il est sélectionné par l'entraîneur Otto Nerz pour participer à la coupe du monde 1934 en Italie.
Lors du mondial, les Allemands écrasent les Belges 5-2 au 1er tour en huitièmes de finale, avant de battre la Suède 2-1 en quarts. En demi-finale, ils sont finalement battus 3 buts à 1 par l'équipe de Tchécoslovaquie. Ils finissent 3e de la compétition en s'imposant face aux Autrichiens 3 à 2 lors du match pour la troisième place.